# Henri-Philippe Gérard
Pour les articles homonymes, voir Gérard.
Henri-Philippe Gérard est un musicien belge baptisé le 9 novembre 1760 à l'église Sainte-Marguerite de Liège et mort à Versailles le 11 septembre 1848.

## Biographie
Ayant commencé ses études musicales comme enfant de chœur à la cathédrale de Liège, il séjourne cinq ans à Rome au Collège liégeois pour y parfaire ses études. Arrivé à Paris vers 1788, il se fait connaître comme professeur de chant. Comme compositeur, il écrit des romances, des cantates et des scènes avec orchestre. Comme théoricien, il est l'auteur de plusieurs traités de chant et d'harmonie. Henri-Philippe Gérard est nommé le 13 mars 1802 au conservatoire de musique de Paris sous le titre de « Professeur de préparation au chant hommes et femmes », successeur de Jean-Jacques Nochez. Il est maintenu lors de la grande réforme de professeurs du 23 septembre 1802, et enseigne jusqu'en décembre 1815. Sa classe est qualifiée tantôt de « classe de préparation au chant » (vocalisation), tantôt de classe de chant. L'administration du Conservatoire lui confie les meilleurs élèves de chant, ainsi que les élèves chanteurs du Pensionnat à partir de 1807. Les tableaux de ses classes de chant de 1804 à 1815 sont connus. Il est aussi l'un des rares professeurs du Conservatoire repris en 1818 à l'École Royale de musique. 
Au moment de sa retraite, il écrit au Directeur des Beaux-Arts, le Vicomte de La Rochefoucauld, le 5 janvier 1828 pour lui confirmer l'« emploi dont j'ai rempli strictement les fonctions pendant vingt-six ans ». Il avait donc bien débuté en 1802. Henri-Philippe Gérard meurt à Versailles le 11 septembre 1848.